# Anomaloglossus guanayensis
Anomaloglossus guanayensis (La Marca, 1997) è un anfibio anuro, appartenente alla famiglia degli Aromobatidi.

## Etimologia
L'epiteto specifico, composto da guanay e dal suffisso latino -ensis (che vive, che abita in), è stato dato in riferimento al luogo della sua scoperta.

## Distribuzione e habitat
È endemica della Serranía de Guanay nello stato di Bolívar, Venezuela. Si trova da 1650 a 1800 m di altitudine.